# Pietro Salvador
Pietro Salvador (Ronchi dei Legionari, 3 giugno 1929) è un ex calciatore italiano, di ruolo difensore.

## Carriera
Debutta in Serie B nella stagione 1950-1951 con il Livorno, disputando due campionati di Serie B per un totale di 53 presenze ed altri due campionati di Serie C dopo la retrocessione avvenuta nel 1952.